# Nicolas Leblanc
Nicolas Leblanc (Ivoy-le-Pré, 6 dicembre 1742 – Parigi, 16 gennaio 1806) è stato un chimico e medico francese.

## Primi tempi
Suo padre, un ufficiale minore addetto al lavoro del ferro, morì quando Nicolas aveva 11 anni. Fu dunque mandato a vivere con il medico Bien, un caro amico di famiglia. Crescendo sotto la sua influenza sviluppa un vivo interesse per la medicina. Nel 1759, quando Bien morì, si iscrisse all'Ecole de Chirurgie a Parigi per studiare medicina.
Laureatosi in chirurgia, Leblanc aprì uno studio medico. Si sposò nel 1775, ed ebbe il primo figlio quattro anni dopo. Incapace di provvedere alla famiglia con i soli onorari medici, nel 1780 accettò un lavoro come medico generico presso la famiglia di Luigi Filippo II di Borbone-Orléans, Duca d'Orléans.

## Il processo Leblanc
Nel 1775, l'Accademia della Scienze Francese offrì un premio a chi avesse trovato il modo di produrre carbonato di sodio a partire dall'economico sale marino (cloruro di sodio).
Nicolas Leblanc vi riuscì nel 1791, con un procedimento che richiedeva due passaggi.
Durante il primo, il cloruro di sodio viene mischiato all'acido solforico concentrato ad una temperatura di 800-900 °C; si libera acido cloridrico, lasciando del solfato di sodio solido. Nel secondo passaggio, il solfato di sodio polverizzato, mischiato con il carbone ed il calcare, viene nuovamente riscaldato nella fornace.
Successivamente, un'industria di sua proprietà, fu in grado di produrre 320 tonnellate di carbonato di sodio l'anno.
Il processo Leblanc, comunque, è diventato obsoleto, superato dal più redditizio processo ideato da Ernest Solvay nel 1861.

## La morte
Due anni dopo lo stabilimento venne confiscato dal governo rivoluzionario, che rifiutò di pagargli i soldi del premio vinto 10 anni prima.
Nel 1802 Napoleone gli restituì la fabbrica (non i soldi), ma Leblanc non poteva permettersi di rimetterla in produzione.
Si suicidò nel 1806 con un colpo di pistola in testa.